# Jeff Reine-Adélaïde
Jeff Reine-Adélaïde (Champigny-sur-Marne, 17 de enero de 1998) es un futbolista francés que juega como centrocampista y su equipo es el Heracles Almelo de la Eredivisie.

## Trayectoria
Luego de pasar por la reserva del Lens y ser campeón europeo sub-17 con Francia, fue adquirido por Arsenal.
Debutó con los Gunners el 25 de julio de 2015, en un partido amistoso contra Olympique de Lyon, ingresó en el minuto 71 por Alex Oxlade-Chamberlain y ganaron 6 a 0 en la Emirates Cup. El 26 de julio se enfrentó como titular a Wolfsburgo en otros amistoso y lo derrotaron 1 a 0 con una asistencia suya.
Su debut oficial como profesional, fue el 9 de enero de 2016, en la tercera ronda de la FA Cup, ingresó en los minutos finales para enfrentar a Sunderland ante más de 59 000 espectadores y ganaron 3 a 1. Jugó su primer partido con 17 años y 357 días.
Según la prensa francesa, en el mercado invernal de la temporada 2022-23 iba a ser cedido al Sevilla F. C., pero finalmente el equipo hispalense no concretó la operación al no pasar el reconocimiento médico.

## Selección nacional
Ha sido internacional con la selección de Francia en las categorías juveniles sub-16, sub-17 y sub-18.
El 25 de septiembre de 2015 fue confirmado por el técnico en la plantilla que participaría de la Copa Mundial sub-17.
Debutó a nivel mundial el 19 de octubre, jugó como titular con el dorsal número 9 contra Nueva Zelanda y ganaron 6 a 1. En la fase de grupos, lograron puntaje ideal, Jeff, estuvo presente en los 3 partidos. Se enfrentaron a Costa Rica en octavos de final, empataron 0 a 0 en el tiempo extra, fueron a penales, anotó el suyo pero perdieron 5 a 3 y quedaron eliminados.
Su siguiente participación fue para no perder el ritmo, con una selección sub-18. Se enfrentaron a Alemania en dos amistosos, el 24 y 28 de marzo de 2016, fue titular en ambos, empataron el primero y perdieron en el segundo juego.
En el mes de septiembre, comenzó el proceso de la selección sub-19. Debutó en la categoría el 2 de septiembre, en el primer partido de un cuadrangular amistoso, contra Estados Unidos, ingresó en el segundo tiempo y ganaron 2 a 0. Al otro día, se enfrentaron al local, Serbia, jugó como titular pero fueron derrotados 2 a 1. El último partido fue el 5 de septiembre, su rival fue Ucrania, Jeff volvió a jugar desde el inicio y ganaron 2 a 1.
Finalmente el entrenador Jean-Claude Giuntini no lo convocó para la primera fase del campeonato europeo sub-19.

### Participaciones en categorías inferiores
| Competición                                                     | Sede     | Resultado        | Partidos | Goles | Asistencias |
| --------------------------------------------------------------- | -------- | ---------------- | -------- | ----- | ----------- |
| Ronda Élite para el Campeonato de Europa Sub-17 de la UEFA 2015 | España   | Clasificó        | 1        | 0     | 1           |
| Campeonato de Europa Sub-17 de la UEFA 2015                     | Bulgaria | Campeón          | 5        | 0     | 0           |
| Copa Mundial Sub-17 de 2015                                     | Chile    | Octavos de final | 4        | 0     | 0           |

## Estadísticas

### Clubes
Actualizado al 4 de mayo de 2025.
| Club                            | Div.          | Temporada     | Liga  | Liga  | Copas nacionales | Copas nacionales | Torneos internacionales | Torneos internacionales | Total | Total |
| Club                            | Div.          | Temporada     | Part. | Goles | Part.            | Goles            | Part.                   | Goles                   | Part. | Goles |
| ------------------------------- | ------------- | ------------- | ----- | ----- | ---------------- | ---------------- | ----------------------- | ----------------------- | ----- | ----- |
| R. C. Lens "II" Francia         | 4.ª           | 2014-15       | 7     | 0     | —                | —                | —                       | —                       | 7     | 0     |
| R. C. Lens "II" Francia         | Total club    | Total club    | 7     | 0     | 0                | 0                | 0                       | 0                       | 7     | 0     |
| Arsenal F. C. Inglaterra        | 1.ª           | 2015-16       | 0     | 0     | 2                | 0                | 0                       | 0                       | 2     | 0     |
| Arsenal F. C. Inglaterra        | 1.ª           | 2016-17       | 0     | 0     | 6                | 0                | 0                       | 0                       | 6     | 0     |
| Arsenal F. C. Inglaterra        | 1.ª           | 2017-18       | 0     | 0     | 0                | 0                | 0                       | 0                       | 0     | 0     |
| Arsenal F. C. Inglaterra        | Total club    | Total club    | 0     | 0     | 8                | 0                | 0                       | 0                       | 8     | 0     |
| Angers S. C. O. Francia         | 1.ª           | 2017-18       | 10    | 0     | 0                | 0                | —                       | —                       | 10    | 0     |
| Angers S. C. O. Francia         | 1.ª           | 2018-19       | 35    | 3     | 1                | 0                | —                       | —                       | 36    | 3     |
| Angers S. C. O. Francia         | 1.ª           | 2019-20       | 1     | 1     | 0                | 0                | —                       | —                       | 1     | 1     |
| Angers S. C. O. Francia         | Total club    | Total club    | 46    | 4     | 1                | 0                | 0                       | 0                       | 47    | 4     |
| Olympique de Lyon Francia       | 1.ª           | 2019-20       | 14    | 2     | 0                | 0                | 8                       | 0                       | 22    | 2     |
| Olympique de Lyon Francia       | 1.ª           | 2020-21       | 1     | 0     | —                | —                | —                       | —                       | 1     | 0     |
| O. G. C. Niza Francia           | 1.ª           | 2020-21       | 14    | 1     | 0                | 0                | 4                       | 0                       | 18    | 1     |
| O. G. C. Niza Francia           | Total club    | Total club    | 14    | 1     | 0                | 0                | 4                       | 0                       | 18    | 1     |
| Olympique de Lyon "II" Francia  | 4.ª           | 2021-22       | 2     | 0     | ―                | ―                | ―                       | ―                       | 2     | 0     |
| Olympique de Lyon "II" Francia  | Total club    | Total club    | 2     | 0     | 0                | 0                | 0                       | 0                       | 2     | 0     |
| Olympique de Lyon Francia       | 1.ª           | 2021-22       | 10    | 0     | 0                | 0                | 1                       | 0                       | 11    | 0     |
| Olympique de Lyon Francia       | 1.ª           | 2022-23       | 14    | 0     | 0                | 0                | ―                       | ―                       | 14    | 0     |
| Olympique de Lyon Francia       | Total club    | Total club    | 39    | 2     | 0                | 0                | 9                       | 0                       | 48    | 2     |
| E. S. Troyes A. C. Francia      | 1.ª           | 2022-23       | 6     | 0     | ―                | ―                | ―                       | ―                       | 6     | 0     |
| E. S. Troyes A. C. Francia      | Total club    | Total club    | 6     | 0     | 0                | 0                | 0                       | 0                       | 6     | 0     |
| RWDM · Bélgica                  | 1.ª           | 2023-24       | 25    | 2     | 2                | 1                | ―                       | ―                       | 27    | 3     |
| RWDM · Bélgica                  | Total club    | Total club    | 25    | 2     | 2                | 1                | 0                       | 0                       | 27    | 3     |
| U. S. Salernitana 1919 · Italia | 2.ª           | 2024-25       | 13    | 1     | 0                | 0                | ―                       | ―                       | 13    | 1     |
| U. S. Salernitana 1919 · Italia | Total club    | Total club    | 13    | 1     | 0                | 0                | 0                       | 0                       | 13    | 1     |
| Heracles Almelo · Países Bajos  | 1.ª           | 2025-26       | 0     | 0     | 0                | 0                | ―                       | ―                       | 0     | 0     |
| Heracles Almelo · Países Bajos  | Total club    | Total club    | 0     | 0     | 0                | 0                | 0                       | 0                       | 0     | 0     |
| Total carrera                   | Total carrera | Total carrera | 152   | 10    | 11               | 1                | 13                      | 0                       | 176   | 11    |

### Selecciones
Actualizado al 5 de septiembre de 2016.
Último partido citado: Francia 2 - 1 Ucrania
| Sub-16 Francia | 2013-14       | - | - | - | - | 1  | 0 | 1  | 0 |
| Sub-16 Francia | Total sel.    | - | - | - | - | 1  | 0 | 1  | 0 |
| Sub-17 Francia | 2014-15       | 6 | 0 | - | - | 4  | 1 | 10 | 1 |
| Sub-17 Francia | 2015-16       | - | - | 4 | 0 | 0  | 0 | 4  | 0 |
| Sub-17 Francia | Total sel.    | 6 | 0 | 4 | 0 | 4  | 1 | 14 | 1 |
| Sub-18 Francia | 2015-16       | - | - | - | - | 2  | 1 | 2  | 1 |
| Sub-18 Francia | Total sel.    | - | - | - | - | 2  | 1 | 2  | 1 |
| Sub-19 Francia | 2016-17       | 0 | 0 | - | - | 3  | 0 | 3  | 0 |
| Sub-19 Francia | Total sel.    | 0 | 0 | - | - | 3  | 0 | 3  | 0 |
| Total carrera | Total carrera | 6 | 0 | 4 | 0 | 10 | 1 | 20 | 2 |
| (1)Incluidos los datos del Campeonato de Europa Sub-17 de la UEFA (2015) (2)Incluidos los datos de la Copa Mundial Sub-17 (2015) |               |   |   |   |   |    |   |    |   |

## Palmarés

### Campeonatos nacionales
| Título | Club          | País       | Año  |
| ------ | ------------- | ---------- | ---- |
| FA Cup | Arsenal F. C. | Inglaterra | 2017 |

### Títulos internacionales
| Título                                 | Club (*)             | País     | Año  |
| -------------------------------------- | -------------------- | -------- | ---- |
| Campeonato de Europa Sub-17 de la UEFA | Selección de Francia | Bulgaria | 2015 |

(*) Incluyendo la selección.

### Distinciones individuales
| Distinción                                                                     | Año  |
| ------------------------------------------------------------------------------ | ---- |
| Equipo ideal del Campeonato de Europa Sub-17 de la UEFA                        | 2015 |
| Parte de los 50 mejores jugadores del mundo para The Guardian (categoría 1998) | 2015 |
| Parte de los 50 mejores futbolistas sub-18 del mundo según medio Goal.com      | 2016 |